# Hooiwagen-drieluik (Escorial)
Het Hooiwagen-drieluik is een drieluik naar de Zuid-Nederlandse schilder Jheronimus Bosch in het Escorial.

## Prado-versie

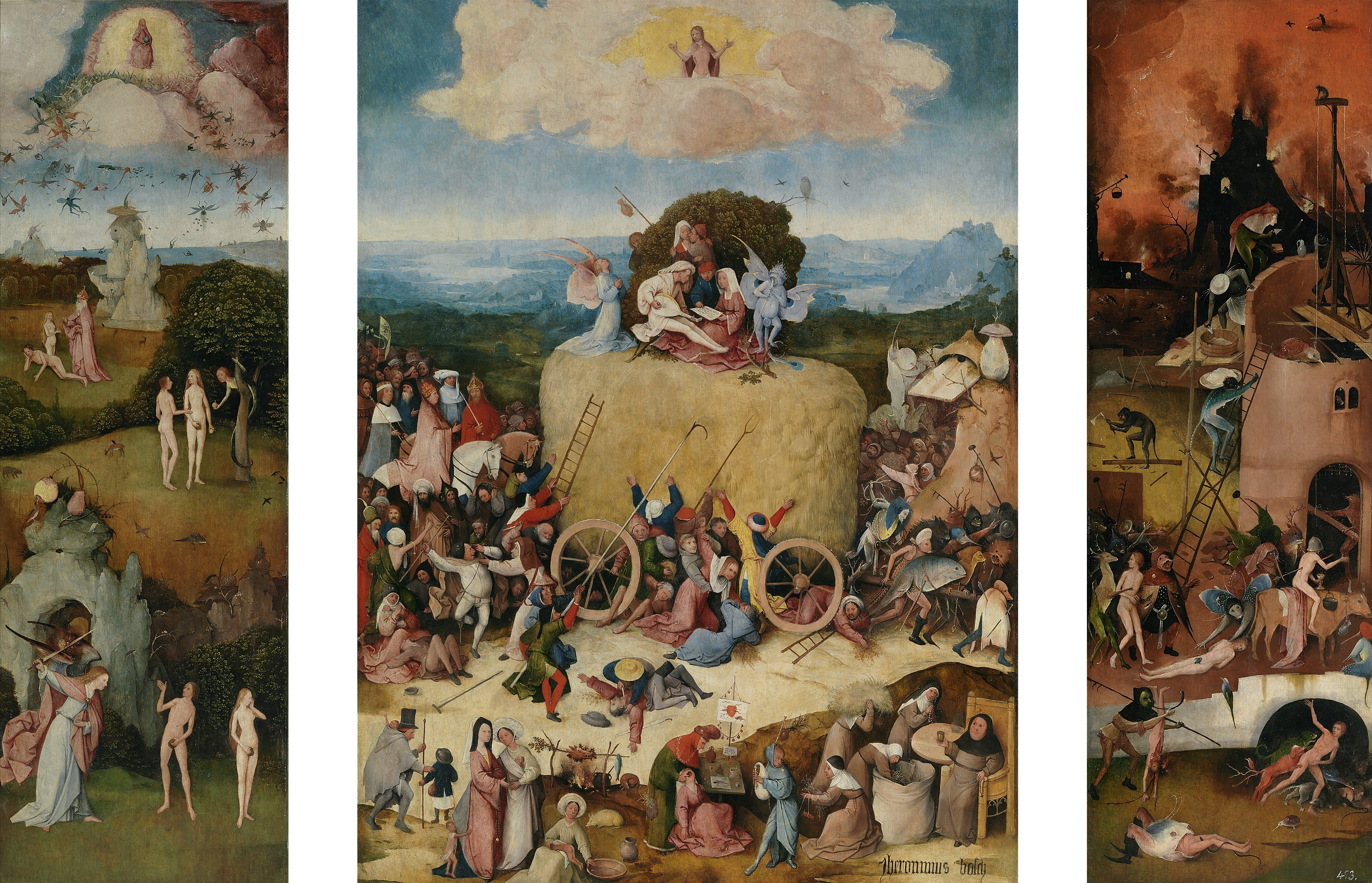
Origineel in het Museo del Prado

Het werk is een vrijwel identieke kopie van het drieluik De hooiwagen van Jheronimus Bosch in het Museo del Prado in Madrid. Deze versie verschilt slechts op een paar punten van het exemplaar in het Escorial; zo draagt de staande zigeunervrouw op de Prado-versie een baby in haar borstdoek, die op de Escorial-versie ontbreekt, en bevindt zich op de Escorial-versie rechtsonder een kruik op tafel, terwijl op de Prado-versie hiervoor in de plaats een rozenkrans aan de stoelleuning hangt. De Escorial-versie is op het linker binnenluik gesigneerd ‘Jheronimus boſch’; de Prado-versie op het middenpaneel.

## Toeschrijving en datering

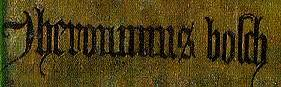
Signatuur Escorial versie

Vroeger werd aangenomen dat van de beide versies de Escorial-versie het origineel was en het exemplaar in het Prado een kopie; zo omschreef de kunsthistoricus Max Friedländer het laatste als ‘a replica of equal merit’ (een kopie van dezelfde kwaliteit). Het was echter dezelfde Friedländer die, na beide werken een aantal keer gezien te hebben, er rekening mee hield dat het exemplaar in het Prado het origineel zou kunnen zijn.
De Tolnay bedacht een tussenoplossing voor dit probleem. 'De vleugels', schreef hij, 'schijnen bij de Prado-versie beter van kwaliteit dan het middenpaneel, waarvan de signatuur een nabootsing lijkt van die van Bosch. De Landloper op de buitenvleugels staat op het Prado-paneel kwalitatief hoger dan op de Escoriaal-versie. Men zou zich kunnen afvragen of het middenpaneel van het Prado geen replica is van het verloren gegane origineel'.

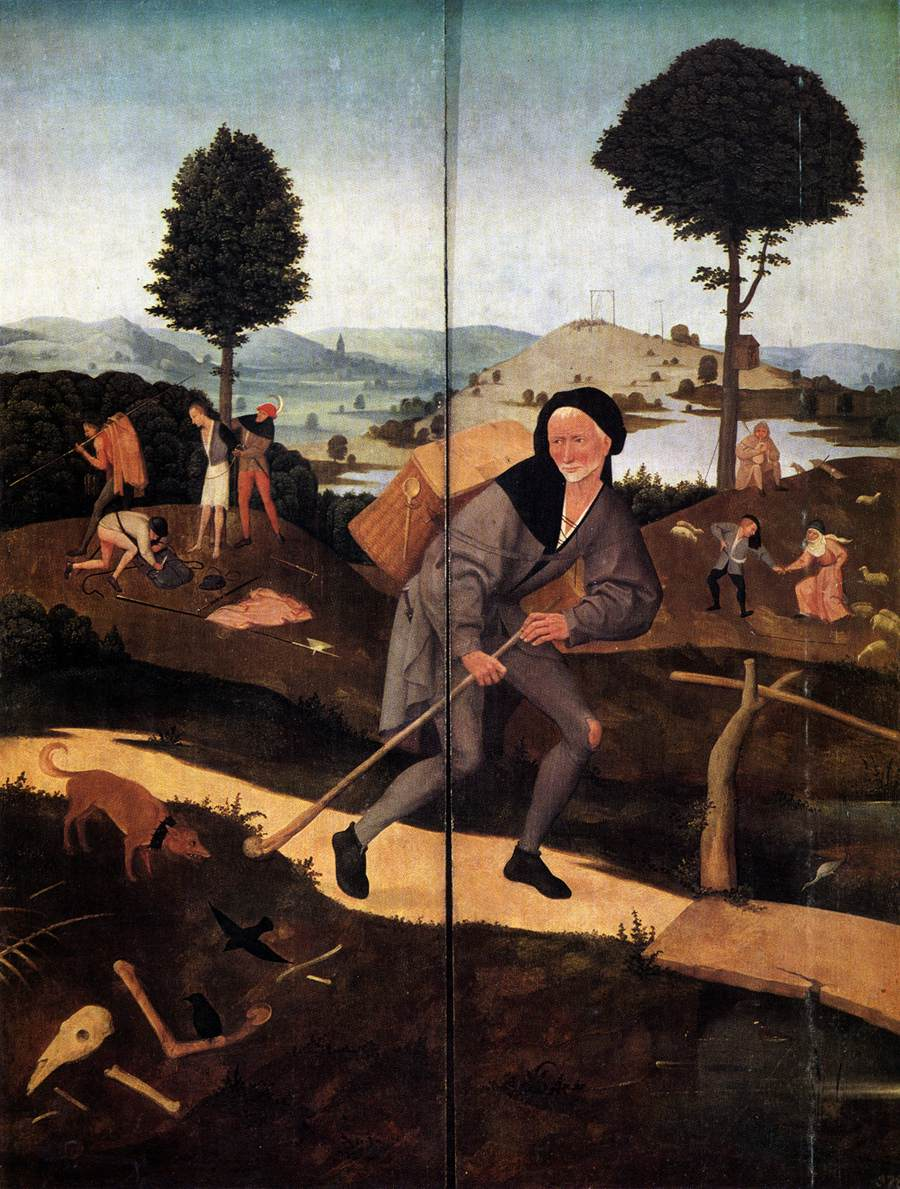
Buitenzijde van de Escorial-versie

Onderzoek heeft laten zien dat de ondertekening van de Prado-versie afwijkt van de uiteindelijke compositie en dat deze dus meest waarschijnlijk het origineel is en de Escorial-versie de kopie. Dendrochronologisch onderzoek heeft aangetoond dat het werk op zijn vroegst omstreeks 1504 ontstaan kan zijn. Maar, omdat het origineel omstreeks 1516 geschilderd werd moet de Escorial versie ook omstreeks die tijd ontstaan zijn of later.

## Herkomst
Het drieluik is mogelijk afkomstig uit de verzameling van Felipe de Guevara (1500-1563). Op 16 januari 1570 verkocht zijn weduwe, Beatrix de Haro, zes werken van Jheronimus Bosch aan Filips II van Spanje, waaronder ‘Una tabla de vara y dos tercias de altro con dos puertas abierta de tres varas de ancho, y es el carro de hieno de G. Bosco de su prorio mano’ (een paneel van 1⅔ vara hoog met twee zijluiken 3 vara breed, met de hooiwagen van G. Bosco, eigenhandig geschilderd). Tussen 12 en 14 april 1574 gaf Filips II opdracht negen werken van Bosch over te brengen naar het Escorial, waaronder ‘una tabla de pintura con dos puertas en que está pintado de pincel un carro de heno que toman del todos los estados que denota la vanidad tras que andan y encima del heno una figura del angel de la guarda y el demonio y otras figuras y en lo alto de la tabla Dios padre y en la tabla de mano derecha la creación de Adan y otras figuras de la misma historia y en la mano izquierda el Infierno y las penas de los pecados mortales que tien 5 pies de alto y 4 de ancho’ (een schilderij op paneel met twee luiken met daarop in penseel geschilderd een hooiwagen, waarvan alle standen nemen, die de ijdelheid laat zien die zij achternalopen en boven op het hooi een figuur van de beschermengel en de demon en andere figuren en bovenin [op] het paneel God de vader en op het rechterpaneel de schepping van Adam en andere figuren uit dezelfde geschiedenis en op het linkerpaneel de Hel met de bestraffingen van de hoofdzonden, zijnde 5 voet hoog en 4 breed). Waarschijnlijk gaat het hier in beide gevallen om het Hooiwagen-drieluik in het Escorial.